# Burgbracht
Das Dorf Burgbracht ist ein Ortsteil der Gemeinde Kefenrod im hessischen Wetteraukreis.

## Geographie
Burgbracht liegt an dem kleinen Fluss Bracht.
Flächennutzungsstatistik
- 1854 Morgen: 1590, davon 682 Acker, 578 Wiesen, 298 Wald
- 1961 Hektar: 405, davon 109 Wald[1]

## Geschichte

### Ortsname
Förstemann leitet den Ortsnamen vom ahd. Wort „bracha“ ab, das ursprünglich das erste Umbrechen eines unbebauten Landes für den Ackerbau bedeutete, später eine Bedeutungsveränderung zu nhd. Brache erfuhr.

### Mittelalter
Eine Urkunde des Klosters Fulda mit der Nennung von „Brahtaha“ datiert in die Zeit von 750 und 802. Damit ist eindeutig Kirchbracht gemeint und nicht Burgbracht. Als Datum der Ersterwähnung gilt 1333 für Burg Prachta.
1334 übertrug Hermann III. von Lißberg, genannt von „Prachta,“ gegen 1.000 Pfund Heller dem Herzog Heinrich von Bayern den Lißbergischen Teil an Burgbracht.
Nach einem Weistum zum Büdinger Wald aus dem Jahre 1380 gehörten die an der Bracht liegenden Höfe in die Büdinger Mark. 1410 heißt es „Bracht, das Slos und das Stedtel darunder gelegen.“ Seit 1438 besaß der Ort eine Ratsverfassung mit Schultheiß, Bürgermeister und Rat.
Reinhard, Adolph und Henrich von, Grafen von Weilnau, verkauften 1430 ihren Erbteil „an unserm Sloße und Teyle Bracht, Burg und Tale,“ an Gottfried, Herrn von Eppenstein. Dazu gehörten die „Luden, Dorffen, Gerichten, Weiden.“ Der Kaufpreis betrug 810 Gulden „guter Franckfurter Werung.“ Die genannte Unterscheidung zwischen Burg und Tal war die Unterscheidung zwischen Burg Bracht und Dorf.
Von der ehemaligen Wasserburg, die 1462 in der Mainzer Stiftsfehde zerstört wurde, sind heute nur noch Mauerreste vorhanden. Auch das Dorf sei damals „an Gebeu vergangen gewest.“
In der Gemarkung gab es „kleine Eisenlager, die dann zur Anlegung von Hammerwerken führten, wie zu Burgbracht, Büdingen, Hirzenhain und Hessenbrücken-Hammer.“
An Burgbracht grenzten im ausgehenden Mittelalter die Gerichte Reichenbach, Wolferborn und Wenings.

### Neuzeit
Eine Schule gab es in dem Dorf schon vor 1757. Seit 1970 besuchen die Grundschüler die Schule in Kefenrod, schon 1964 mussten die Hauptschüler dorthin wechseln.
Die Evangelische Kirche Burgbracht wurde von 1738 bis 1741 als Querkirche erbaut. Zu dieser Zeit lebten in Burgbracht lediglich 16 "Hausgesäße."
Nach der Liste der Auswanderer (Wolgadeutsche) aus dem Büdinger Raum, die von Johann Fabricius zwischen dem 13. November 1765 und dem 18. Februar 1766 rekrutiert wurden, um nach Russland zu ziehen, befanden sich unter diesen acht Familien aus Burgbracht. Deren Familiennamen waren Acker, Fischer, Jost, Juncker und Müller. Alle waren reformierte Christen.
Hessische Gebietsreform (1970–1977)
Im Zuge der Gebietsreform in Hessen fusionierten zum 31. Dezember 1971 die bis dahin selbständigen Gemeinden Kefenrod, Bindsachsen, Burgbracht und Hitzkirchen zur erweiterten Gemeinde Kefenrod. Zum 1. August 1972 kam kraft Landesgesetz die Gemeinde Helfersdorf hinzu. Für alle eingegliederten Gemeinden und Kefenrod wurden Ortsbezirke errichtet.

### Verfassung
1787 gehörte Burgbracht zum Fürstentum Isenburg-Birstein in das Amt Wenings mit dem Gericht Wenings. 1816 fiel der Ort an das Großherzogtum Hessen mit dem Amt Wenigs, kam dann 1820 zum Landratsbezirk Büdingen. In der Folge der Revolution von 1848 wurden die Verwaltungsbezirke des Großherzogtums Hessen neu geordnet und Burgbracht wurde in den Regierungsbezirk Nidda eingegliedert, welcher aber bereits 1852 wieder aufgelöst wurde. Dann gehörte das Dorf zum Landkreis Büdingen, der mit dem Landkreis Friedberg 1972 zum Wetteraukreis fusionierte.

### Verwaltungsgeschichte im Überblick
Die folgende Liste zeigt die Staaten und Verwaltungseinheiten, denen Burgbracht angehört(e):
- vor 1806: Heiliges Römisches Reich, Fürstentum Isenburg-Birstein, Amt Wenings, Gericht Wenings
- ab 1806: Fürstentum Isenburg (Rheinbund),[Anm. 2] Amt Wenings
- ab 1813: Generalgouvernement Frankfurt,[Anm. 3] Amt Wenings
- ab 1815: Kaisertum Österreich,[Anm. 4] Amt Wenings
- ab 1816: Großherzogtum Hessen (Souveränitätslande),[Anm. 5] Provinz Oberhessen, Amt Wenings[23] (zur Standesherrschaft Isenburg gehörig)
- ab 1822: Großherzogtum Hessen, Provinz Oberhessen, Landratsbezirk Büdingen[24][Anm. 6]
- ab 1848: Großherzogtum Hessen, Regierungsbezirk Nidda
- ab 1852: Großherzogtum Hessen, Provinz Oberhessen, Kreis Büdingen
- ab 1867: Norddeutscher Bund,[Anm. 7]  Großherzogtum Hessen, Provinz Oberhessen, Kreis Büdingen
- ab 1871: Deutsches Reich, Großherzogtum Hessen, Provinz Oberhessen, Kreis Büdingen
- ab 1918: Deutsches Reich,[Anm. 8] Volksstaat Hessen, Provinz Oberhessen, Kreis Büdingen
- ab 1938: Deutsches Reich, Volksstaat Hessen, Landkreis Büdingen[25][Anm. 9]
- ab 1945: Amerikanische Besatzungszone, Groß-Hessen,[Anm. 10] Regierungsbezirk Darmstadt, Landkreis Büdingen
- ab 1946: Amerikanische Besatzungszone, Land Hessen, Regierungsbezirk Darmstadt, Landkreis Büdingen
- ab 1949: Bundesrepublik Deutschland, Land Hessen, Regierungsbezirk Darmstadt, Landkreis Büdingen
- ab 1972: Bundesrepublik Deutschland, Land Hessen, Regierungsbezirk Darmstadt, Wetteraukreis, Gemeinde Kefenrod

## Bevölkerung
Einwohnerstruktur 2011
Nach den Erhebungen des Zensus 2011 lebten am Stichtag dem 9. Mai 2011 in Burgbracht 261 Einwohner. Darunter waren 6 (2,3 %) Ausländer.
Nach dem Lebensalter waren 60 Einwohner unter 18 Jahren, 93 zwischen 18 und 49, 54 zwischen 50 und 64 und 48 Einwohner waren älter.
Die Einwohner lebten in 102 Haushalten. Davon waren 27 Singlehaushalte, 24 Paare ohne Kinder und 39 Paare mit Kindern, sowie 15 Alleinerziehende und keine Wohngemeinschaften. In 15 Haushalten lebten ausschließlich Senioren und in 69 Haushaltungen lebten keine Senioren.
Einwohnerentwicklung
| Burgbracht: Einwohnerzahlen von 1834 bis 2022 | Burgbracht: Einwohnerzahlen von 1834 bis 2022 | Burgbracht: Einwohnerzahlen von 1834 bis 2022 | Burgbracht: Einwohnerzahlen von 1834 bis 2022 | Burgbracht: Einwohnerzahlen von 1834 bis 2022 |
| --- | --------------------------------------------- | --------------------------------------------- | --------------------------------------------- | --------------------------------------------- |
| Jahr |                                               |                                               |                                               | Einwohner                                     |
| 1834 | 1834                                          |                                               | 232                                           | 232                                           |
| 1840 | 1840                                          |                                               | 233                                           | 233                                           |
| 1846 | 1846                                          |                                               | 240                                           | 240                                           |
| 1852 | 1852                                          |                                               | 237                                           | 237                                           |
| 1858 | 1858                                          |                                               | 254                                           | 254                                           |
| 1864 | 1864                                          |                                               | 203                                           | 203                                           |
| 1871 | 1871                                          |                                               | 195                                           | 195                                           |
| 1875 | 1875                                          |                                               | 185                                           | 185                                           |
| 1885 | 1885                                          |                                               | 204                                           | 204                                           |
| 1895 | 1895                                          |                                               | 203                                           | 203                                           |
| 1905 | 1905                                          |                                               | 190                                           | 190                                           |
| 1910 | 1910                                          |                                               | 184                                           | 184                                           |
| 1925 | 1925                                          |                                               | 186                                           | 186                                           |
| 1939 | 1939                                          |                                               | 199                                           | 199                                           |
| 1946 | 1946                                          |                                               | 208                                           | 208                                           |
| 1950 | 1950                                          |                                               | 258                                           | 258                                           |
| 1956 | 1956                                          |                                               | 227                                           | 227                                           |
| 1961 | 1961                                          |                                               | 290                                           | 290                                           |
| 1967 | 1967                                          |                                               | 231                                           | 231                                           |
| 1970 | 1970                                          |                                               | 234                                           | 234                                           |
| 1980 | 1980                                          |                                               | ?                                             | ?                                             |
| 1990 | 1990                                          |                                               | ?                                             | ?                                             |
| 2000 | 2000                                          |                                               | ?                                             | ?                                             |
| 2010 | 2010                                          |                                               | 260                                           | 260                                           |
| 2011 | 2011                                          |                                               | 261                                           | 261                                           |
| 2015 | 2015                                          |                                               | 259                                           | 259                                           |
| 2022 | 2022                                          |                                               | 256                                           | 256                                           |
| Datenquelle: Historisches Gemeindeverzeichnis für Hessen: Die Bevölkerung der Gemeinden 1834 bis 1967. Wiesbaden: Hessisches Statistisches Landesamt, 1968. Weitere Quellen: LAGIS; Gemeinde Kefenrod; Zensus 2011; 2022 |                                               |                                               |                                               |                                               |

Historische Religionszugehörigkeit
| • 1961: | 205 evangelische (= 89,13 %), 21 katholische (= 9,13 %) Einwohner |

## Politik
Für Burgbracht besteht ein Ortsbezirk (Gebiete der ehemaligen Gemeinde Burgbracht) mit Ortsbeirat und Ortsvorsteher nach der Hessischen Gemeindeordnung.
Der Ortsbeirat besteht aus fünf Mitgliedern. Bei den Kommunalwahlen in Hessen 2021 betrug die Wahlbeteiligung zum Ortsbeirat 64,93 %. Alle Kandidaten gehörten der „Bürgerliste Burgbracht“ an. Der Ortsbeirat wählte Alfred Jost zum Ortsvorsteher.

## Sonstiges
- Den Einwohnern steht ein Dorfgemeinschaftshaus zur Verfügung.
- Burgbracht gehört mit Kefenrod und Hitzkirchen/Helfersdorf zum Kirchspiel Hitzkirchen.

## Vereine
- SV Burgbracht (Fußball)
- Imkerverein Gedern Burgbracht
- Dorfgemeinschaft Burgbracht
- Feuerwehrverein Burgbracht